# Bandiera di Riunione

Il tricolore francese, bandiera ufficiale di Riunione.

La bandiera ufficiale di Riunione è la bandiera della Francia, poiché Riunione è un dipartimento d'oltremare della Francia. Attualmente sono usate diverse bandiere non ufficiali, proposte in passato come vessilli rappresentativi della regione.
Una bandiera è stata selezionata dall'Associazione vessillologica di Riunione nel 2003. Raffigura il Piton de la Fournaise, vulcano principale dell'isola, ornato da raggi di luce dorati.
Dal 14 giugno 2008, anche i separatisti e i nazionalisti di Riunione hanno la loro bandiera (verde, gialla e rossa).

## Galleria d'immagini

Bandiera proposta dall'Associazione per la bandiera di Riunione
Bandiera proposta dall'Associazione vessillologica di Riunione
Bandiera proposta dai nazionalisti separatisti
Bandiera proposta da un gruppo culturale